# Isidore Isou
 (30 septembre 2018).
Pour les articles homonymes, voir Goldstein.
Isidore Isou, né Isidor Goldstein le 29 janvier 1925 à Botoșani, en Roumanie, et mort le 28 juillet 2007 dans le 6e arrondissement de Paris, est un poète, peintre, cinéaste, dramaturge, romancier et économiste français et roumain du XXe siècle. Il est le créateur du lettrisme (1945).

## Biographie

### Famille, jeunesse et formation
Né en Roumanie en 1925 dans une famille juive, Isidore Goldstein est formé par un père sévère et ambitieux. Enfant surdoué, il s'est précocement passionné pour les œuvres des grands auteurs de la littérature et de la philosophie. Selon son témoignage, il lisait Fiodor Dostoïevski à treize ans, Karl Marx à quatorze, Marcel Proust à seize. 
Au cours de ses lectures, en 1942, à seize ans et demi, il a l'intuition d'un nouveau système poétique et musical, quand, à la lecture d'une phrase de Hermann von Keyserling : « le poète dilate les vocables », une erreur de traduction le conduit à confondre « vocable » avec voyelle, comprenant ainsi, dans sa langue roumaine natale, que « le poète dilate les voyelles ». Aussitôt, il rédige le Manifeste de la poésie lettriste, dont il dira que « réalisant l'universalité, nous créons une internationalité égale pour toutes les langues indifféremment de leur importance. Le profit et la perte de chaque nation étant égaux, nous réussirons à réaliser le vieux rêve de toute poésie. Que la poésie devienne transmissible n'importe où et qu'elle surpasse. La poésie lettriste, la première vraie internationale. »
Dans le même temps, il énonce les lois d'une méthode de création qui prendra plus tard le nom de La Créatique ou la Novatique (1942-1976), et à partir de laquelle il redéfinit et transforme à peu près tous les domaines de la culture, des sciences aux arts en passant par les techniques, la philosophie, la théologie et la vie.
Fuyant les désastres de la Seconde Guerre mondiale, en compagnie de Serge Moscovici, il s’établit définitivement en France à Paris, au cœur du quartier Saint-Germain-des-Prés, où il arrive clandestinement en août 1945, après un périple périlleux de plusieurs semaines à travers l'Europe. Dans sa valise, les notes et les textes rédigés dans son pays natal, parmi lesquels figurent les manuscrits de ses premiers ouvrages.

### Création duLettrisme
Son souhait de propagation de ses conceptions le conduit à rencontrer des personnalités du monde intellectuel, Pierre Albert-Birot, André Gide, Tristan Tzara ou André Breton, par exemple.
Le 8 janvier 1946, Isidore Isou organise avec Gabriel Pomerand, la première manifestation lettriste, qui sera le point de départ du groupe qui s'organisera autour de lui. Désireux de publier son œuvre manifeste, Introduction à une nouvelle poésie et à une nouvelle musique, il obtiendra le soutien de Raymond Queneau et de Jean Paulhan, grâce auxquels l'ouvrage paraîtra à La Nouvelle Revue française (NRF) en avril 1947. C'est à la suite d'un scandale organisé au Théâtre du Vieux-Colombier, lors d'une représentation d'une pièce de Tristan Tzara, que Gaston Gallimard acceptera de publier, en octobre de la même année, un ouvrage défini comme un roman, mais prenant la forme de « mémoires », L'Agrégation d'un Nom et d'un Messie, sur lequel Georges Bataille, dans sa revue Critique, écrira des pages aussi belles que grinçantes[non neutre] : « La vie du jeune Isou est celle de tout adolescent pourri de littérature (et d'innombrables connaissances), mais projeté à travers le monde par une impudence qui bouscule — et veut bousculer : Isou est infiniment grossier, sans mœurs et sans raison. » 
En réalité, la matière autobiographique de cette Agrégation visait en fait un but unique, celui de la démonstration l'accumulation d'un personnage parfait, réussi et vivant.
Suivent régulièrement de nouvelles et nombreuses publications en relation avec différents secteurs de la connaissance : Le surréalisme et André Breton (1948), L'économie politique et l'érotologie (1949), Les arts plastiques (1950), Le roman et la prose (1950), Le cinéma (1951), Le théâtre (1952), qui constituent les premiers fondements d'un désir plus global de transformer radicalement la société, en s'appuyant sur les concepts d'« externé » (la jeunesse) et de créativité généralisée.

### Cinéaste et homme de théâtre
En 1951, en marge du Festival de Cannes, a lieu la projection de Traité de bave et d'éternité — produit par son ami Marc'O — son film « ciselant » et « discrépant », dont une des principales originalités réside dans la dissociation de la bande-son et de la bande-image, et dont Jean Cocteau réalise l'affiche. C'est à l'occasion de cette projection que Guy Debord rejoint pour quelque temps le mouvement lettriste, avant de s'en séparer dès 1952 pour fonder l'internationale lettriste, puis le mouvement situationniste.
En 1954, La Marche des jongleurs, l'une de ses premières pièces, est montée par Jacques Polieri au Théâtre de Poche Montparnasse.
Parallèlement, il anime le groupe lettriste au Salon Comparaisons, où il se lie d'amitié avec les peintres Andrée Bordeaux-Le Pecq, Rodolphe Caillaux et Maurice Boitel.

### Fin de vie
Au cours des années suivantes, Isidore Isou développe ces fondements pour les enrichir encore. En dehors de son premier film, son œuvre cinématographique compte aujourd'hui une vingtaine de réalisations, tandis que son œuvre plastique, dont les débuts datent de 1944, figure dans des collections importantes sans toutefois avoir encore fait l'objet d'une grande rétrospective.
Isidore Isou est naturalisé Français dans les années 1980.

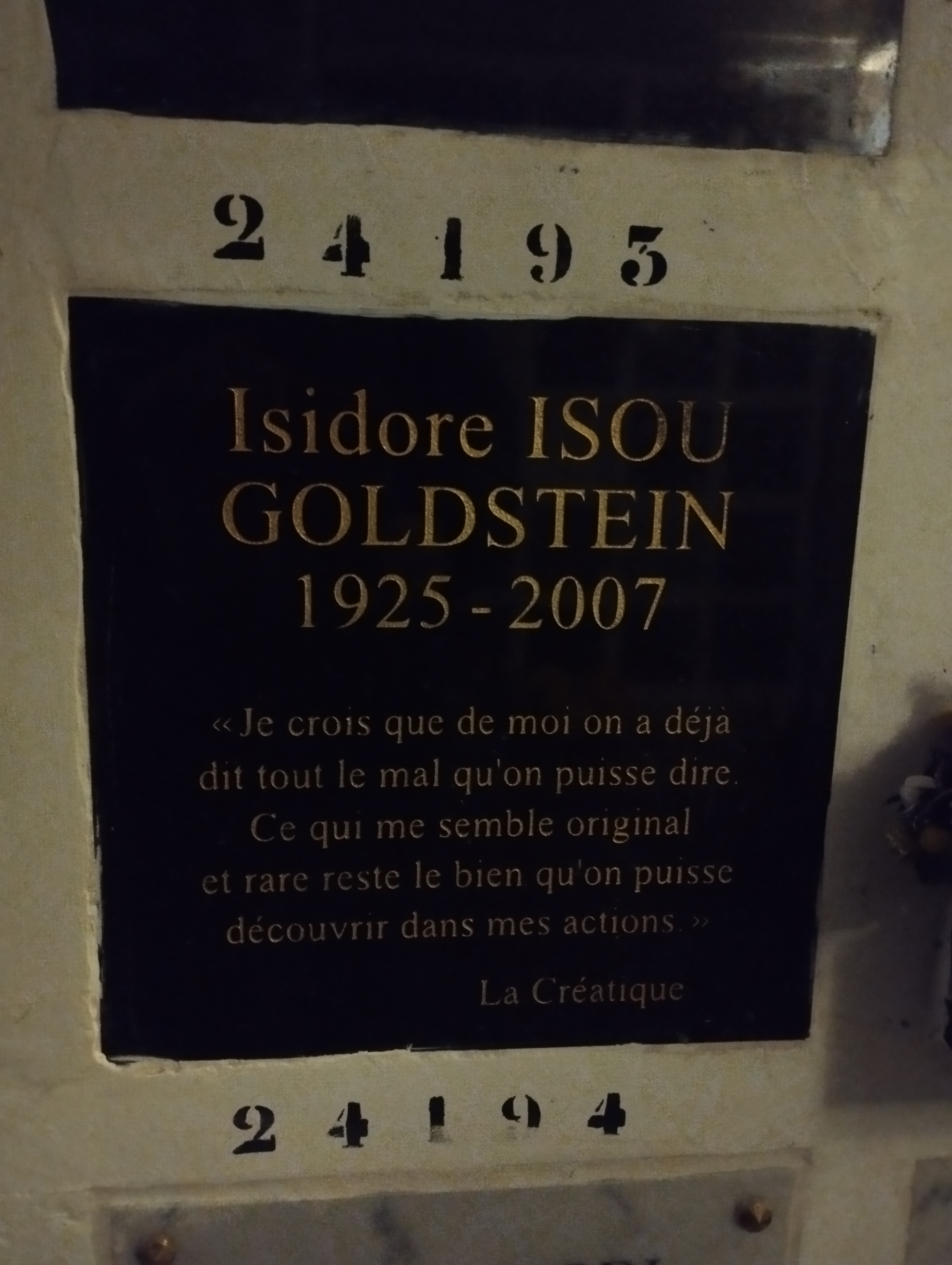
Plaque funéraire d'Isidore Isou au columbarium du Père-Lachaise (division 87, case n° 24 193).

À partir des années 1990, Isou, handicapé, ne se déplace presque plus. Il meurt le 28 juillet 2007, à l'âge de 82 ans. Ses cendres se trouvent au columbarium du Père-Lachaise (case 24 193), à Paris.

### Vie personnelle
Il épouse en 1957 Jacqueline Enger, dont il se sépare en 1962.
Il est le père de la mathématicienne Catherine Goldstein.

## Œuvre

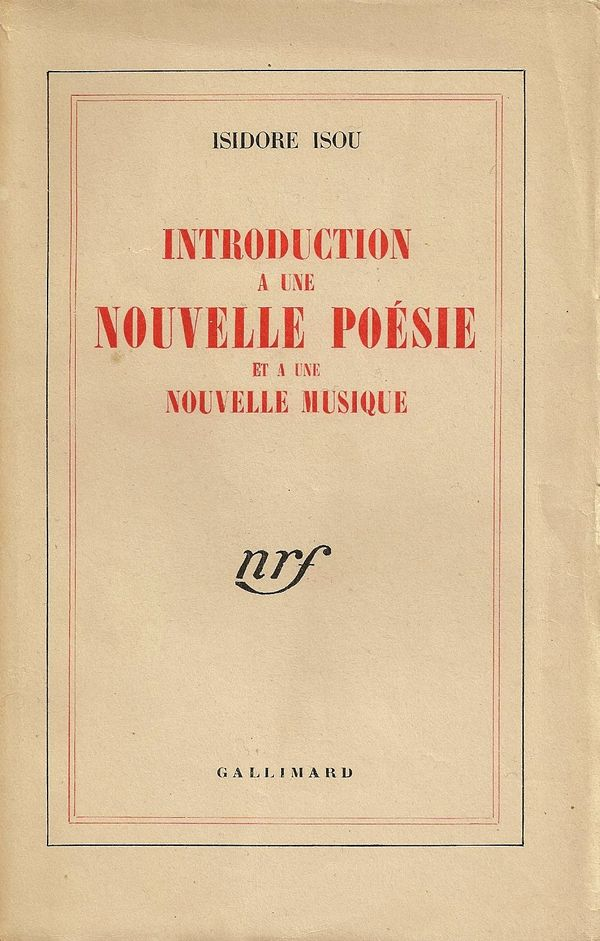
Introduction à une nouvelle poésie et à une nouvelle musique (1947), Gallimard

Les affirmations théoriques sur la musique et la poésie autant que sur l’esthétique en général qui sont définies dans le premier ouvrage publié en 1947 à la NRF par Isidore Isou, Introduction à une nouvelle poésie et à une nouvelle musique, marquent une étape dans la reconstruction des identités artistiques après 1945.
Les commissaires de la récente manifestation Dadada 1916-2006 ont l’occasion d'affirmer[Où ?] que « la recherche lettriste d’Isou exerce par la suite une influence déterminante sur les théorisations et expérimentations futures de la poésie concrète, visuelle en en anticipant les contenus mêmes. ». L’Agrégation d’un nom et d’un messie qu'Isou fait paraître la même année explicite dans le détail les moyens qu'il souhaite mettre au service de son projet théorique.
Ces premières sommes sont propagées grâce à plusieurs coups d’éclat retentissants[non neutre], comme celui du Théâtre du Vieux Colombier où, contre Tristan Tzara, il annonce la naissance d’une révolution poétique.
Il rencontre les principaux intellectuels que compte le monde littéraire de son époque, notamment André Breton, auquel il tente, en vain, de s’allier. 
Grâce à ses écrits, et la fondation même d’un nouveau mouvement culturel, Isidore Isou se place dans la suite d'autres écoles et mouvements artistiques et culturels de l’après-guerre.
Au-delà de ses théories sur la poésie et de la musique, Isou revoit également l’ensemble des autres domaines artistiques, en particulier le théâtre (Fondements pour la transformation intégrale du théâtre, 1952) ou le cinéma (Esthétique du cinéma, 1952), sans oublier les arts plastiques avec l’invention de nouvelles catégories comme l’« hypergraphie », basée sur l'organisation esthétique de lettres et de signes (1950), de l’« Art Infinitésimal », basé sur des particules esthétiques imaginaires (1956), de l’« Art Supertemporel », basé sur la participation infinie du public (1960), et plus récemment de l'« excoordisme », basé sur les extensions et les coordinations de formes concrètes, imaginaires, ou inimaginables (1991-1992).
Des années 1950 aux années 1990, Isou est l'auteur de plusieurs centaines d’œuvres plastiques, depuis sa série de toiles Les Nombres de 1952 jusqu'à ses œuvres excoordistes de 1991, en passant par ses fameux objets de « méca-esthétique » de 1960 et 1962, qui sont reconstitués en 1987 sous l'impulsion d’Éric Fabre, mécène et collectionneur, lors d'une rétrospective de l'artiste.
Isidore Isou investit également d’autres champs de la connaissance. Notamment l’économie politique avec son « Soulèvement de la jeunesse » qui met pour la première fois au premier plan l’importance de la jeunesse comme force créatrice et révolutionnaire. Grâce aux efforts répétés de son fondateur et de ses nombreux disciples, le lettrisme continue de nouvelles explorations, découvertes et publications, ainsi que la réalisation de très nombreuses œuvres dans les domaines les plus variés.
Son œuvre romanesque se développe autour d’ouvrages théoriques et « pratiques » tel que Les Journaux des Dieux, roman « hypergraphique » où les mots se mêlent aux dessins et autres signes, précédée d'un Essai sur la définition, l’évolution et le bouleversement total du roman et de la prose (1950), qui apporte un regard neuf sur l’histoire et le devenir de cet art. S'ensuivent deux autres romans hyper graphiques : Initiation à la haute volupté (1960), et Jonas ou Le corps à la recherche de son âme (1984), édité par Broutin.
Avec Introduction à une esthétique imaginaire (1956), Isou définit un art basé sur l’imagination et les virtualités idéatiques qu'on retrouvera d’une certaine manière dans les expressions conceptuelles qui jalonnent les années soixante et soixante-dix. 
L'originalité d'Isou concerne également le cinéma où son film Traité de bave et d'éternité (1951) dévoile la « discrépance », c'est-à-dire une disjonction totale entre le son et l’image, reprise par Guy-Ernest Debord.
Ce montage annonce la Nouvelle vague et l'underground américain.
Dans le domaine économique, son Traité d’économie nucléaire, portant en sous-titre Le Soulèvement de la jeunesse, paru en 1949, met en évidence les forces novatrices qui animent les sociétés humaines par la révélation de l’apport des couches externes et exclues de la population, dont il démontre qu’elles sont seules capables d’aboutir à une « révolution créatrice permanente » pratique et spirituelle. Cet ouvrage combat un système scolaire sclérosé qui véhicule les valeurs fragmentaires et dépassées des idéologies héritées de l’humanisme idéaliste ou du marxisme pour proposer, notamment, un ensemble de réformes « juventistes », parmi lesquelles les plus importantes sont représentées par la nécessité d'accorder à tous les jeunes un crédit de lancement et d’instaurer la rotation systématique des hommes politiques aux postes de responsabilité.
Sa méthode de création, La Créatique ou la Novatique (1941-1976), permet également à Isidore Isou d’investir le champ des sciences humaines (Manifeste pour une nouvelle psychokladologie et une nouvelle psychothérapie, 1971) et des sciences exactes avec, en particulier, les publications de Introduction à un traité de mathématiques (1964), Introduction à la géométrie para-stigmatique (1979), ou encore, Fondements pour une nouvelle physique, suivis de Fondements pour une nouvelle chimie (1987).
Ce dessein créateur trouve son apogée dans la théorisation de l'avènement d’une société « paradisiaque ».

## Ouvrages choisis

### Poésie
- Introduction à une nouvelle poésie et à une nouvelle musique, Gallimard, 1947
- Précisions sur ma poésie et moi, Escaliers de Lausanne, 1950

### Philosophie
- L'Agrégation d'un nom et d'un messie, Gallimard, 1947
- Réflexions sur M. André Breton, Éditions Lettristes, 1948

- L'héritier du château, Balland, 1976
- Mes définitions sur l’œuvre de Jean Cocteau, Romainville, Al Dante, 2000, 59 p. (ISBN 2-911073-64-9)
- Contre l'Internationale situationniste : 1960-2000, Paris/Cergy, Hors Commerce, 2000, 373 p. (ISBN 978-2-910599-75-1 et 2-910599-75-2)
- La Créatique ou la Novatique - 1941-1976, Romainville, Léo Scheer, 2004, 1200 p. (ISBN 2-84761-040-5)
- Les lettristes sont irrécupérables, Jannink, 2005, 62 p. (ISBN 2-916067-04-3)

### Hypergraphie
- Les journaux des Dieux, précédés de Essai sur la définition, l'évolution et le bouleversement total du roman et de la prose, Escaliers de Lausanne, 1950
- Amos ou introduction à la métagraphologie, Arcanes, 1953

- Initiation à la haute volupté, Escaliers de Lausanne, 1960
- Jonas ou le corps à la recherche de son âme, Éditions G.P. Broutin, 1984

### Théâtre et cinéma
- Esthétique du cinéma, Ion, 1952
- Fondements pour la transformation intégrale du théâtre, Bordas, 1952
- Œuvres de spectacle, (1951-1954), Gallimard, 1964
- Traité de bave et d'éternité : film, 1951, Cergy/Paris, Hors Commerce, 2000, 114 p. (ISBN 2-910599-74-4)

### Art infinitésimal et autres manifestes
- Mémoires sur forces futures des arts plastiques et leur mort, Paris, Cahiers de l’externité, 2000, 78 p. (ISBN 2-912982-00-6)
- Introduction à l’esthétique imaginaire, Andeville, Cahiers de l’externité, 2000, 119 p. (ISBN 2-912982-04-9)
- Manifeste de l’excoordisme ou du téïsynisme mathématique et artistique, Galerie de Paris, 1992

### Économie
- Traité d'économie nucléaire. Le Soulèvement de la Jeunesse, Escaliers de Lausanne, 1949
- Manifestes du soulèvement de la jeunesse (première édition) (préf. Roland Sabatier), NLE (Stéphane Hueber-Blies, 2002 (ISBN 2-915087-58-X)
- Manifestes du soulèvement de la jeunesse (1950-1966) (postface Roland Sabatier), Romainville, Al Dante, 2004, 89 p. (ISBN 2-84761-195-9)

### Psychopathologie
- Antonin Artaud torturé par les psychiatres, Lettrisme, 1970[5]
- Manifeste pour une nouvelle psychopathologie et une nouvelle psychothérapie, Lettrisme, 1971

### Érotologie
- Isou ou la Mécanique des femmes, Escaliers de Lausanne, 1949
- Notre métier d'amant, Escaliers de Lausanne, 1954
- Je vous apprendrai l'amour suivi de Traité d'érotologie mathématique, Le Terrain Vague, 1957
- Histoire philosophique illustrée de la volupté à Paris, SPE, Alger, 1960
- La belle roumaine, Euridif, 1969

## Correspondance
- Éditions Champ Libre, Correspondance, volume 2, Champ Libre, 1981.  (ISBN 2-85184-131-9) Correspondance d'Isidore Isou avec l'éditeur Gérard Lebovici au sujet de Guy Debord (page 49 et suivantes).

## Discographie

### 33 tours
- Poèmes lettristes, Alga Marghen, 1999

### CD
- Musiques lettristes, (dir. Frédéric Acquaviva), Al Dante, 2000
- Isidore Isou [poèmes et entretiens], Son@art, 2001
- Symphonie no 4 : Juvénal, (dir. Frédéric Acquaviva), Al Dante, 2004
- Symphonie no 5 (dir. Frédéric Acquaviva) in "CRU#4", £@B, Londres, 2018